# Lido dei Pini
Lido dei Pini är en frazione i kommunen Anzio inom storstadsregionen Rom i regionen Lazio i Italien. 
Lido dei Pini trafikeras av COTRAL:s busslinje Roma Laurentina-Nettuno.